# 捍衛戰士 (原聲帶)
《捍衛戰士：電影原聲帶》（英語：Top Gun (Original Motion Picture Soundtrack)）是1986年電影《捍衛戰士》的電影原聲帶，於1986年5月13日由哥伦比亚唱片在美國首發。原聲帶由乔治·莫罗德尔擔任總監，共收錄十首電影歌曲，包含入圍葛萊美獎的危險區域和捍衛戰士頌歌，以及同時拿下奧斯卡金像獎和金球獎最佳原創歌曲的令我神魂顛倒。截止至2000年，經美國唱片業協會認證，原聲帶發貨量已達到900萬份。

## 製作背景
《捍衛戰士》的原聲帶由音樂家乔治·莫罗德尔操刀。莫罗德尔參與電影製作的經驗包含《疤面煞星》與《闪舞》，他在與柏林樂團合作歌曲別再說了（1983年）的時候接到了《捍衛戰士》的合約，該片的製片人是《閃舞》的傑瑞·布洛克海默和唐·辛普森。1985年11月16日，據《告示牌》報導，哈羅德·方特梅耶將為本片譜寫配樂。他先前曾操刀辛普森與布洛克海默監製的《比佛利山警探》。
製片方邀請音樂人至布洛克海默的辦公室觀賞電影初剪版，現場大約有二十幾名受邀的音樂人。其中包含肯尼·罗根斯與合作夥伴彼得·沃夫。罗根斯有為電影創作歌曲的成功經驗，包含《愛情萬年青》的我相信愛和《渾身是勁》的同名主題曲。罗根斯回憶道，在放映會上，眾人都對電影開頭的航空母艦饞涎欲滴，但到了眾飛行員赤膊打排球的橋段，他和沃夫就心想：「就是這個。沒人想為這個橋段寫歌。不如我們來做吧。」罗根斯和沃夫寫下了與男孩們一起遊戲，並送交負責監督原聲帶的莫罗德尔，最後得到採用。
另一方面，製片人和音樂總監麥可·迪爾貝克（Michael Dilbeck）在工作室內遴選適用於某些場景的歌曲，方法為用電視播出電影畫面，再播放歌曲來檢視效果如何。候選歌曲超過300首，但優秀者甚少，於是布洛克海默要求莫罗德尔寫幾首曲子。莫罗德尔譜了危險區域並獲得好評，布洛克海默再請求莫罗德尔創作一首用於男女主角浪漫橋段的歌曲，而其結果是便是令我神魂顛倒。危險區域和令我神魂顛倒由湯姆·惠特洛克填詞，據莫罗德尔的說法，有天他停在工作室後頭的法拉利汽車煞車故障，惠特洛克來幫他修理，並以作詞家的身分自薦。莫罗德尔將Demo曲交給惠特洛克，由後者完成填詞。
一開始莫罗德尔聯繫汽車旅館樂團的瑪莎·戴維斯來演唱令我神魂顛倒，但製片人們並沒有很興奮，最後獲選演唱的是柏林樂團的特里·南恩。汽車旅館樂團將當時戴維斯演唱的Demo曲收錄在2001年合輯《選集之地》中。對於危險區域，製片方一開始請Toto來演唱，同時也請他們創作名為只有你（Only You）的主題曲。然而因為雙方律師談不攏，最後製片方委託罗根斯接手演唱危險區域。接到哥伦比亚唱片的通知後，罗根斯本人也不知道確切原因為何，危險區域就這樣落到了他手上。柯瑞·哈特據稱因為想寫自己的歌而沒答應演唱危險區域。快速马车合唱团的凱文·克朗尼也曾被找上演唱危險區域，但他因為那首歌音調太高而拒絕。另有音樂人的拒絕理由是電影的戰爭題材，包含星船合唱團的米奇·湯瑪士，和布莱恩·亚当斯。只有你由Toto成員大衛·杭蓋特和史蒂夫·路卡瑟寫歌，但後來製片方選擇令我神魂顛倒而非只有你。只有你後來收錄在Toto的1992年專輯《渴望之國》當中問世。
1986年初，製片方找上猶太祭司，請他們提供一首曲子。猶太祭司選擇了不顧一切（Reckless），製片方頗為喜歡，並打算用做片尾曲。但是答應合約即表明該歌曲只允許用於電影，無法收錄進猶太祭司即將發行的專輯《渦輪》。猶太祭司最後拒絕簽下合約，吉他手K·K·唐寧在電影上映多年後認為「那是個天大的錯誤」。猶太祭司提供製片方另外三首歌，但對方並不感興趣。

## 發行單曲
危險區域於1986年5月作為原聲帶的首支單曲發行。該曲的音樂錄影帶於同月稍晚透過音樂電視網首次公開，由《捍衛戰士》導演東尼·史考特執導，於洛杉磯拍攝。該曲於《告示牌》百大單曲榜最高登上第2位。第二首單曲令我神魂顛倒於1986年6月首發，該曲空降《告示牌》百大單曲榜第96位，最高登上第2位。第三首單曲強而有力的翅膀於1986年7月5日發行。天堂就在你的眼裡是原聲帶的第四首單曲，於1986年8月2日那週發行，空降《告示牌》百大單曲榜第72位，最高登上第12位。第五支單曲與男孩們一起遊戲於1986年8月16那週日發行，該曲的MV於同月底釋出，由喬·斯莫爾（Jon Small）導演。該曲於《告示牌》百大單曲榜最高登上第60位。第六首捍衛戰士頌歌於1986年9月27日那週發行，10月釋出音樂錄影帶，由麥可·阿德爾（Michael Ader）與貝斯·布羅戴（Beth Broday）操刀。

## 商業成績
原聲帶於1986年5月13日首發，1986年6月7日首度登上《告示牌》二百大專輯榜（當時稱作流行專輯榜）。隨後原聲帶即打進榜上前二十名。從發行算起只花三週，和布洛克海默和辛普森先前監製的《閃舞》與《比佛利山超級警探》之原聲帶相比快了一週。專輯五度登上告示牌週榜冠軍，並一共在TOP 200滯留了94週。特別加長版（Special Expanded Edition）於1999年發行。

## 曲目列表
| 第一面 | 第一面                   | 第一面                                                    | 第一面      | 第一面 |
| 曲序   | 曲目                     | 词曲                                                      | 演出者      | 时长   |
| ------ | ------------------------ | --------------------------------------------------------- | ----------- | ------ |
| 1.     | 危險區域                 | 乔治·莫罗德尔 湯姆·惠特洛克 （ 英语 ： Tom Whitlock）                 | 肯尼·罗根斯 | 3:36   |
| 2.     | 強而有力的翅膀           | 哈羅德·方特梅耶 （ 英语 ： Harold Faltermeyer） 馬克·史匹羅 （ 英语 ： Mark Spiro）   | 廉價把戲    | 3:51   |
| 3.     | 與男孩們一起遊戲         | 肯尼·罗根斯 彼得·沃夫 （ 英语 ： Peter Wolf (producer)） 伊娜·沃夫（Ina Wolf） | 肯尼·罗根斯 | 3:59   |
| 4.     | 引領我前行（Lead Me On） | 乔治·莫罗德尔 湯姆·惠特洛克                               | 提娜·瑪麗   | 3:47   |
| 5.     | 令我神魂顛倒             | 乔治·莫罗德尔 湯姆·惠特洛克                               | 柏林樂團    | 4:11   |

| 第二面 | 第二面                              | 第二面                                                                                             | 第二面                          | 第二面 |
| 曲序   | 曲目                                | 词曲                                                                                               | 演出者                          | 时长   |
| ------ | ----------------------------------- | -------------------------------------------------------------------------------------------------- | ------------------------------- | ------ |
| 6.     | 炎熱的夏天夜晚（Hot Summer Nights） | 麥可·傑伊 （ 英语 ： Michael Jay (producer)） 艾倫·羅伊·史考特（Alan Roy Scott） 羅伊·費里蘭（Roy Freeland）             | 邁阿密之音                      | 3:38   |
| 7.     | 天堂就在你的眼裡                    | 保羅·狄恩 （ 英语 ： Paul Dean (guitarist)） 麥克·雷諾 （ 英语 ： Mike Reno） 約翰·德克斯特（John Dexter） 梅·摩爾 （ 英语 ： Mae Moore） | 愛情男孩樂團                    | 4:04   |
| 8.     | 穿過火焰（Through the Fire）        | 乔治·莫罗德尔 湯姆·惠特洛克                                                                        | 賴瑞·葛林（Larry Greene）       | 3:46   |
| 9.     | 目的地未知（Destination Unknown）   | 芙蘭·戈爾德 （ 英语 ： Franne Golde） 保羅·福斯 （ 英语 ： Paul Fox (record producer)） 傑克·胡克 （ 英语 ： Jake Hooker (musician)）                          | 瑪麗埃塔·華特斯                 | 3:48   |
| 10.    | 捍衛戰士頌歌                        | 哈羅德·方特梅耶                                                                                    | 哈羅德·方特梅耶 史蒂夫·史蒂文斯 | 4:12   |

| 1999年特別加長版 額外收錄曲目 | 1999年特別加長版 額外收錄曲目  | 1999年特別加長版 額外收錄曲目                                   | 1999年特別加長版 額外收錄曲目 | 1999年特別加長版 額外收錄曲目 |
| 曲序                          | 曲目                           | 词曲                                                            | 演出者                        | 时长                          |
| ----------------------------- | ------------------------------ | --------------------------------------------------------------- | ----------------------------- | ----------------------------- |
| 11.                           | 坐在灣邊碼頭上                 | 史蒂夫·克羅珀 （ 英语 ： Steve Cropper） 奧蒂斯·雷丁                         | 奧蒂斯·雷丁                   | 2:42                          |
| 12.                           | 記憶（Memories）               | 哈羅德·方特梅耶                                                 | 哈羅德·方特梅耶               | 2:57                          |
| 13.                           | 巨大火球（原版）               | 傑克·漢默 （ 英语 ： Jack Hammer (songwriter)） 歐提斯·布萊克威爾 （ 英语 ： Otis Blackwell）         | 傑瑞·李·劉易斯                | 1:57                          |
| 14.                           | 你已失去那愛的感覺             | 貝瑞·曼恩 （ 英语 ： Barry Mann） 菲尔·斯佩克特 辛西婭·韋爾 （ 英语 ： Cynthia Weil） | 正義兄弟                      | 3:44                          |
| 15.                           | 與男孩們一起遊戲（舞蹈混音版） | 肯尼·罗根斯 彼得·沃夫 伊娜·沃夫                                 | 哈羅德·方特梅耶               | 6:41                          |

### 2006年豪華版
2006年，1999年特別加長版在英國地區改版重發，加入了五首並未用在電影中的曲目。該版本的全稱是「捍衛戰士配樂及受其啟發的歌曲合輯：豪華版」（Music From and Inspired by Top Gun: Deluxe Edition）。
| 曲序 | 曲目             | 词曲                                                                                           | 演出者         | 时长 |
| ---- | ---------------- | ---------------------------------------------------------------------------------------------- | -------------- | ---- |
| 16.  | 無法抗拒這份情感 | 凱文·克朗尼                                                                                    | 快速马车合唱团 | 4:54 |
| 17.  | 壞掉的翅膀       | 理查·佩吉 （ 英语 ： Richard Page (musician)） 史蒂夫·喬治 （ 英语 ： Steve George (keyboardist)） 約翰·朗恩（John Lang）                       | Mr. Mister     | 4:24 |
| 18.  | 最後倒數         | 暴風喬伊                                                                                       | 歐洲合唱團     | 3:58 |
| 19.  | 暢行無阻         | 阿爾伯特·哈蒙德 （ 英语 ： Albert Hammond） 黛安·華倫 （ 英语 ： Diane Warren） 理查·霍爾（Richard Hulle）               | 星船合唱團     | 4:25 |
| 20.  | 愛的力量         | 冈特·门德 （ 英语 ： Gunther Mende） 坎迪·德魯日 （ 英语 ： Candy DeRouge） 珍妮佛·羅許 瑪麗·蘇珊·雅柏蓋特 （ 英语 ： Mary Susan Applegate） | 珍妮佛·羅許    | 4:27 |

## 銷售榜單
| 週榜單（1986年）                  | 最高位置 |
| --------------------------------- | -------- |
| 澳洲（肯特音樂報導專輯榜）        | 3        |
| 奧地利（奧地利Ö3專輯榜）          | 2        |
| 加拿大（RPM專輯/CD榜）            | 2        |
| 荷蘭（MegaCharts專輯榜）          | 5        |
| 歐洲（Music & Media專輯榜）       | 2        |
| 芬蘭（芬兰官方榜单專輯榜）        | 1        |
| 德國（Offizielle Top 100專輯榜）  | 1        |
| 冰島（專輯榜）                    | 2        |
| 義大利（Musica e dischi專輯榜）   | 6        |
| 紐西蘭（RMNZ專輯榜）              | 5        |
| 挪威（VG-lista專輯榜）            | 7        |
| 瑞典（Sverigetopplistan專輯榜）   | 3        |
| 瑞士（Schweizer Hitparade專輯榜） | 1        |
| 英國（OCC專輯榜）                 | 4        |
| 美国（《告示牌》200）             | 1        |

| 週榜單（1994年）  | 最高位置 |
| ----------------- | -------- |
| 英國（OCC合輯榜） | 25       |

| 週榜單（2006年）             | 最高位置 |
| ---------------------------- | -------- |
| 英國（官方榜单公司原聲帶榜） | 2        |

| 週榜單（2019年–2022年）          | 最高位置 |
| -------------------------------- | -------- |
| 比利時法蘭德斯（Ultratop專輯榜） | 35       |
| 比利時瓦隆（Ultratop專輯榜）     | 97       |
| 日本（Oricon專輯榜）             | 19       |
| 日本（日本公告牌熱門專輯榜）     | 10       |
| 波蘭（ZPAV專輯榜）               | 46       |

| 年榜單（1986年）                  | 最高位置 |
| --------------------------------- | -------- |
| 澳洲（肯特音樂報導專輯榜）        | 19       |
| 奧地利（奧地利Ö3專輯榜）          | 22       |
| 加拿大（RPM專輯/CD榜）            | 8        |
| 荷蘭（MegaCharts專輯榜）          | 43       |
| 歐洲專輯榜（Music & Media）       | 13       |
| 德國（Offizielle Top 100專輯榜）  | 21       |
| 紐西蘭（RMNZ專輯榜）              | 43       |
| 瑞士（Schweizer Hitparade專輯榜） | 14       |
| 英國（蓋洛普專輯榜）              | 27       |
| 美國（Billboard 200）             | 21       |
| 美國（告示牌原聲帶榜）            | 1        |

| 年榜單（1987年）            | 最高位置 |
| --------------------------- | -------- |
| 澳洲（肯特音樂報導專輯榜）  | 74       |
| 奧地利（奧地利Ö3專輯榜）    | 25       |
| 加拿大（RPM專輯/CD榜）      | 66       |
| 歐洲專輯榜（Music & Media） | 82       |
| 美國（Billboard 200）       | 30       |
| 美國（告示牌原聲帶榜）      | 1        |

## 認證與銷量
| 地區                                                       | 认证    | 认证单位/销量 |
| ---------------------------------------------------------- | ------- | ------------- |
| 澳大利亚（澳大利亚唱片业协会）                             | 5× 白金 | 350,000‡      |
| 加拿大（加拿大音乐协会）                                   | 5× 白金 | 500,000^      |
| 芬兰（國際唱片業協會芬蘭分會）                             | 金      | 29,553        |
| 法国（法國唱片出版業公會）                                 | 2× 白金 | 600,000*      |
| 德国（聯邦音樂產業協會）                                   | 白金    | 500,000^      |
| 香港（國際唱片業協會（香港會））                           | 白金    | 20,000*       |
| 意大利（意大利音乐产业联盟） 自2009年算起                  | 金      | 25,000‡       |
| 日本（日本唱片協會） 1989年發行                            | 2× 白金 | 400,000^      |
| 荷兰（荷蘭音像製品製作與進口協會）                         | 金      | 50,000^       |
| 新西兰（新西兰唱片音乐协会）                               | 金      | 7,500^        |
| 瑞士（國際唱片業協會瑞士分会）                             | 2× 白金 | 100,000^      |
| 英国（英国唱片业协会）                                     | 2× 白金 | 600,000^      |
| 美国（美國唱片業協會）                                     | 9× 白金 | 9,000,000^    |
| *僅含認證的實際銷量 ^僅含認證的出貨量 ‡僅含認證的+實際銷量 |         |               |

## 粵語翻唱
令我神魂顛倒的粤语版激情由香港歌手林憶蓮演唱，收录于1987年专辑《憶蓮》，林振強作词，郭小霖编曲，后作为王家卫电影《旺角卡门》插曲。

## 備註
1. ↑  原文：
2. ↑  原文：
3. ↑  此前有消息稱該曲是第二支單曲[17]。
4. ↑  未出現在電影中
5. ↑  未出現在電影中